# もう1クールでハイ上がれ!
『もう1クールでハイ上がれ!』（もうワンクールでハイあがれ）はテレビ東京で2023年4月16日から10月1日まで毎週日曜日（土曜日深夜）1時25分 - 1時50分に放送されていたHiHi Jetsの初単独冠番組である。
放送開始から6月までは『1クールジャ終われない!（ワンクールジャおわれない）』のタイトルで放送された後、同年7月より『もう1クールでハイ上がれ!』のタイトルで続編が放送されていた。

## 概要
HiHi Jetsが様々な企画に体を張って挑むバラエティ番組。「ハイ」（2023年4月期は「ジャ」）の部分が水色のロゴで使用されている。

### 1クールジャ終われない!
2023年4月、タイトルを『1クールジャ終われない!』としてレギュラー放送開始。初回はHiHi Jetsメンバーにレギュラー番組とは知らせず、ロケに挑戦させ、番組終了間際にこれが番組の放送と、まずは1クール（3ヶ月）やってみて活躍次第でその後の放送を決めるということが発表された。

### もう1クールでハイ上がれ!
2023年7月、『1クールジャ終われない!』最終回にて『もう1クールでハイ上がれ!』への改題、つまり放送継続が発表された。これにより、HiHi Jetsの初単独冠番組となった。
同年9月の最終回で『HiHi JetsのHiしか言いません!』の放送が発表。公式では『Hiしか言いません!』が初単独冠番組ということになっている。

## 放送日程

### 1クールジャ終われない!
| 回数 | 放送日         | サブタイトル                                   |
| ---- | -------------- | ---------------------------------------------- |
| 1    | 2023年 4月16日 | HiHi Jetsの新番組なのに何も伝えずにスタート!?  |
| 2    | 4月23日        | タクシーゲーム企画                             |
| 3    | 4月30日        | タクシーゲーム企画 橋本&猪狩の逆襲!            |
| 4    | 5月07日        | 創業1000年分食べ歩きバトル!前編                |
| 5    | 5月14日        | 創業1000年分食べ歩きバトル!後編                |
| 6    | 5月21日        | 大迷走!10万点の中から「アレ持ってきて」ゲーム! |
| 7    | 6月04日        | 作間を1番愛しているのは誰だ選手権!前編         |
| 8    | 6月11日        | 作間を1番愛しているのは誰だ選手権!後編         |
| 9    | 6月18日        | 五感を研ぎ澄ませ!サウナHiチャレンジ!           |
| 10   | 6月25日        | Hiセンスは誰だ!?ファッションコーデ対決!        |
| 11   | 7月02日        | 最終回SP 前編                                  |
| 12   | 7月09日        | 最終回SP 完結編                                |

### もう1クールでハイ上がれ!
| 回数 | 放送日                      | サブタイトル                                      |
| ---- | --------------------------- | ------------------------------------------------- |
| 1    | 2023年 07月16日 1:55 - 2:20 | 階段千段駆け上がり対決                            |
| 2    | 07月23日                    | 階段千段駆け上がり対決 完結編                     |
| 3    | 07月30日                    | 由比ガ浜湘南王                                    |
| 4    | 08月06日                    | もしもデートin鎌倉                                |
| 5    | 08月13日                    | びびり王決定戦                                    |
| 6    | 08月20日                    | Hiセンスは誰だ!?ファッションコーデ対決!夏の原宿編 |
| 7    | 08月27日                    | 外国籍料理食べ尽くしバトル!                       |
| 8    | 09月03日                    | 外国籍料理食べ尽くしバトル!完結編                 |
| 9    | 09月10日                    | ガチンコドッジボール対決!                         |
| 10   | 09月17日                    | 最終回直前SP 作間が選ぶ名シーンベスト3!           |
| 11   | 09月24日                    | 作間を1番愛しているのは誰だ!最終回SP              |
| 12   | 10月01日 1:55 - 2:20        | 作間を1番愛しているのは誰だ!最終回SP後編          |

## スタッフ
- ナレーター - 相内優香、藤井由依（いずれもテレビ東京アナウンサー）
- 構成 - 細川拓朗、岩田竜二郎、澤井直人
- 撮影 - 後藤佑喜、竹中哲
- 音声 - 森田浩行
- 編集 - 二宮直人
- MA - 荒巻茉尋
- 音効 - 戯音工房
- 番宣 - 阪本裕美子（テレビ東京）
- 技術協力 - TSP WARP、イメージランド
- 協力 - スターラインエクスプレス
- デスク - 出家李紅（テレビ東京）、秋場香織（テレビ東京制作）
- AD - 堀野拓己
- AP - 松山拓生（テレビ東京）、月村美貴、吉田早霧（テレビ東京）、向山麻子
- ディレクター - 羽根田翼
- 演出 - 青木忠明（花組）
- プロデューサー - 青山海太（テレビ東京制作）、石井辰之介（エレファント社）
- 演出・プロデューサー - 穂苅雄太（テレビ東京）
- チーフプロデューサー - 星俊一（テレビ東京）
- 制作協力 - テレビ東京制作
- 製作著作 - テレビ東京

## ネット局
| 放送期間                | 放送時間                     | 放送局         | 対象地域       | 備考   |
| ----------------------- | ---------------------------- | -------------- | -------------- | ------ |
| 2023年4月16日 - 7月9日  | 日曜 1:25 - 1:50（土曜深夜） | テレビ東京     | 関東広域圏     | 制作局 |
|                         |                              | テレビ北海道   | 北海道         |        |
| 2023年4月22日 - 7月15日 | 土曜 2:45 - 3:10（金曜深夜） | テレビ大阪     | 大阪府         |        |
| 2023年4月29日 - 7月22日 | 土曜 1:05 - 1:30（金曜深夜） | テレビ和歌山   | 和歌山県       |        |
| 2023年5月2日 - 7月25日  | 火曜 1:30 - 1:55（月曜深夜） | TVQ九州放送    | 福岡県         |        |
| 2023年5月10日 - 8月2日  | 水曜 10:30 - 10:55           | びわ湖放送     | 滋賀県         |        |
| 2023年5月18日 - 8月3日  | 木曜 2:35 - 3:00（水曜深夜） | テレビ愛知     | 愛知県         |        |
| 2023年6月7日 - 8月23日  | 水曜 1:05 - 1:35（火曜深夜） | テレビせとうち | 岡山県・香川県 |        |
| 2023年6月13日 - 8月29日 | 火曜 23:35 - 水曜 0:00       | 奈良テレビ     | 奈良県         |        |

| 放送期間                 | 放送時間                     | 放送局         | 対象地域       | 備考   |
| ------------------------ | ---------------------------- | -------------- | -------------- | ------ |
| 2023年7月16日 - 10月1日  | 日曜 1:25 - 1:50（土曜深夜） | テレビ東京     | 関東広域圏     | 制作局 |
|                          |                              | テレビ北海道   | 北海道         |        |
| 2023年7月22日 - 10月14日 | 土曜 2:45 - 3:10（金曜深夜） | テレビ大阪     | 大阪府         |        |
| 2023年7月29日 - 10月14日 | 土曜 1:05 - 1:30（金曜深夜） | テレビ和歌山   | 和歌山県       |        |
| 2023年8月1日 - 10月17日  | 火曜 1:30 - 1:55（月曜深夜） | TVQ九州放送    | 福岡県         |        |
| 2023年8月9日 - 10月25日  | 水曜 10:30 - 11:00           | びわ湖放送     | 滋賀県         |        |
| 2023年8月10日 - 10月26日 | 木曜 2:35 - 3:00（水曜深夜） | テレビ愛知     | 愛知県         |        |
| 2023年8月30日 - 11月15日 | 水曜 1:05 - 1:35（火曜深夜） | テレビせとうち | 岡山県・香川県 |        |
| 2023年9月5日 - 11月21日  | 火曜 23:35 - 水曜 0:00       | 奈良テレビ     | 奈良県         |        |